# Georg Gennat
Georg Karl Louis August Gennat (* 5. Juli 1856 in Berlin; † 25. Februar 1916 in Berlin) war ein deutscher Gefängnisdirektor und Autor von Publikationen zum Strafvollzug.

## Familie
Er war ein Sohn des Gefängnis-Oberinspektors August Gennat und dessen Ehefrau Friederike, geb. Warrambour. Sein jüngerer Halbbruder war der Berliner Kriminalist Ernst Gennat.
Georg Gennat heiratete 1888 Helene von Aurich, Tochter eines Forstinspektors. Aus der Ehe ging eine Tochter hervor.

## Leben
Georg Gennat besuchte das Gymnasium und die Universität in Berlin. Der promovierte Jurist arbeitete ab 1886 als Staatsanwalt und war ab 1892 Strafanstaltsdirektor in Hamburg. Gennat leitete 18 Jahre lang bis 1912 die Haftanstalt Fuhlsbüttel.
Zudem tat er sich besonders mit Veröffentlichungen zum Gefängniswesen hervor. Er veröffentlichte Beiträge in den Publikationen Blätter für Gefängniskunde, Jahrbuch der Gefängnis-Gesellschaft für Sachsen und Anhalt sowie dem Bulletin zum International Prison Congress.

## Veröffentlichungen (Auswahl)
- Das Strafensystem und seine Reform. Mauke, Hamburg 1905.
- Das Gefängniswesen Hamburgs. Mauke, Hamburg 1906.
- The Families of Prisoners. 1910.
- Die Vorschläge zu einem Strafvollzugsgesetze. Hahn, Mannheim 1912.